# Josiah Warren
Josiah Warren (Boston, 1798 — Boston, 14 de Abril de 1874) foi um anarco-individualista, inventor, músico e autor dos Estados Unidos. O biógrafo William Bailie o considerava o primeiro anarquista norte-americano. O jornal de quatro páginas semanais que editou durante 1833, The Peaceful Revolutionist, foi o primeiro periódico anarquista publicado, e uma empresa para a qual ele construiu sua própria tipografia fez suas próprias chapas de impressão.

## Vida
Warren nasceu em Boston, Massachusetts em 1798. Mostrou um talento precoce para a música e foi membro do "Old Boston Brigade Band" em uma idade adiantada. Casou-se com 20 anos de idade e em 1821 mudou-se para Cincinnati, Ohio, onde trabalhou em orquestra, foi líder de banda e também professor de música.. Ele inventou uma lâmpada ardente pelo sebo em 1821 e fabricou sua invenção por um número de anos em Cincinnati.

### Owenismo e Nova Harmonia
Em 1825, Warren tornou-se ciente do "sistema social" de Robert Owen e começou a conversar com outras pessoas em Cincinnati a cerca de fundar uma colônia comunista. Quando este grupo não conseguiu chegar a um acordo sobre a forma e os objetivos da comunidade proposta, Warren decidiu aderir à comunidade de Owen em Nova Harmonia, Indiana. Tentaram pôr em prática a colônia de Cincinnati sem o envolvimento de Warren, mas falharam. Warren viajou de barco de Cincinnati, chegando em New Harmony no início de maio de 1825. Em 1827, ele retornou para Cincinnati, convencido de que a individualização completa dos interesses era necessária para a cooperação. Ele considerou experiência de Owen como "comunista", que ele rejeitou em termos inequívocos, mas desenvolveu um respeito cálido e duradouro por Robert Owen e seus filhos. Um de seus primeiros escritos, publicados no The March of Mind em 1827, atesta isto, tal como mais tarde escritos.

### Modern Times
Já em 1851, Warren junto a Stephen Pearl Andrews, fundou a colônia de princípios anarco-individualistas, Modern Times, em Long Island, Nova York. A experiência teve seu fim devido ao Pânico de 1857, uma queda brusca na economia dos Estados Unidos. Havia produtos que a comuna não produzia, e isso obrigava-os a se inserir no mercado e assim serem afetados pela crise.  Warren morreu em 14 de abril de 1874, em meio a seus amigos, após o desenvolvimento de um edema.

## The Peaceful Revolutionist
The Peaceful Revolutionist (O Revolucionário Pacífico) de 1833, o primeiro periódico anarquista,  foi um semanário de duas colunas oferecido a trinta e sete centavos por uma assinatura de seis meses. O Revolucionário Pacífico durou pouco, sendo revivido no movimentado ano de 1848 como o órgão da Utopia, uma comunidade Fourierita. O nome foi uma expressão muito antiga do anarquismo secular, precedendo Proudhon.

## Filosofia
Warren, assim como Proudhon, escolheu o caminho do anarquismo e do individualismo. Benjamin Tucker dedicou sua coleção de ensaios, Instead of a Book, em memória de Warren, "meu amigo e mestre ... cujos ensinamentos foram minha primeira fonte de luz". Tucker creditou Warren com sendo "o primeiro homem a expor e formular a doutrina hoje conhecida como anarquismo". John Stuart Mill disse que a filosofia de Warren, "embora tendo uma semelhança superficial a alguns dos projetos dos socialistas, é diametralmente oposta a eles, em princípio, uma vez que não reconhece autoridade na sociedade sobre o indivíduo, exceto para aplicar a mesma liberdade de desenvolvimento para todos os indivíduos." O princípio de Warren de soberania individual foi posteriormente retomado por Mill e Herbert Spencer.
A filosofia individualista de Warren surgiu a partir da sua rejeição ao movimento cooperativo de Robert Owen, do qual foi um dos primeiros participantes, testemunhando em pessoa o fracasso da comuna de Owen de Nova Harmonia. Sobre isso, ele escreveu: "Parecia que a diferença de opinião, gostos e fins aumentou na mesma proporção da procura de conformidade [...] Parecia que era a intrínseca lei da natureza de diversidade que havia nos conquistado [...] nossoa "interesses unidos" entraram diretamente em guerra com as individualidades das pessoas e das circunstâncias, o instinto de autopreservação". Segundo Warren, não deve haver absolutamente nenhuma comunidade de bens; todos os bens deve ser individualizada, e "aqueles que defendiam qualquer tipo de comunismo com os bens ligados, interesses, e responsabilidades, foram condenados ao fracasso por causa da individualidade das pessoas envolvidas em tais experiências." Warren é conhecido por expor a ideia de "soberania individual".
Ao longo de sua vida, Josiah Warren publicou três obras: Equitable Commerce (1846), True Civilization an Immediate Necessity (1863), e True Civilization (1875).